# Hartagjuch
Hartagjuch – wieś w Armenii, w prowincji Lorri. W 2011 roku liczyła 1035 mieszkańców.